# 1951 w Wojsku Polskim
Kalendarium Wojska Polskiego 1951 – wydarzenia w Wojsku Polskim w roku 1951.

## Styczeń
- w Warszawie oddano do eksploatacji wojskowe lotnisko Babice[1]

1 stycznia
- stan etatowy Wojska Polskiego wynosił 206.956 żołnierzy i 11.966 pracowników kontraktowych, w tym w Marynarce Wojennej - 10.409 oficerów, podoficerów i marynarzy[2]
- wprowadzono przepisy ubiorcze żołnierzy Wojska Polskiego
- przekształcono Przegląd Morski w pismo wewnętrzne

6 stycznia
- na lotnisko Babice przybył pierwszy transport kolejowy z zakupionymi w ZSRR samolotami odrzutowymi Jak-23[3]

18 stycznia
- w więzieniu mokotowskim stracono porucznika Stefana Bronarskiego, komendanta Okręgu XXIII Mazowsze Zachodnie Narodowego Zjednoczenia Wojskowego

19 stycznia
- weszła w życie ustawa z dnia 8 stycznia 1951 o poborze rekruta[4]

20 stycznia
- generał pułkownik lotnictwa Iwan Turkiel został przyjęty do Wojska Polskiego w stopniu generała broni i wyznaczony na stanowisko dowódcy Wojsk Lotniczych

25 stycznia
- ukazała się gazeta Wojsk Lotniczych „Skrzydła Wolności”, która w 1957 została przekształcona w tygodnik i zmieniła nazwę na „Wiraże”[5][6][7]

26 stycznia
- weszła w życie ustawa z dnia 18 stycznia 1951 o odpowiedzialności żołnierzy za przewinienia dyscyplinarne i za naruszenia honoru i godności żołnierskiej; w art. 6 ustawy zamieszczono katalog kar wymierzanych żołnierzom w postępowaniu dyscyplinarnym, który obejmował karę: aresztu, służby w oddziale karnym, uprzedzenia o niepełnej przydatności służbowej, odroczenia mianowania na wyższy stopień oficerski, dyscyplinarnego wyznaczenia na niższe stanowisko służbowe, usunięcia z zawodowej służby wojskowej i obniżenia stopnia wojskowego[8]

## Luty
1–4 lutego
- w Zakopanem odbyła się I Zimowa Spartakiada Wojska Polskiego. Otwarcia dokonał wiceminister obrony narodowej gen. broni Stanisław Popławski[5]

10 lutego
- weszło w życie rozporządzenie Ministra Obrony Narodowej z dnia 25 stycznia 1951 w sprawie pomocy lekarskiej dla żołnierzy i ich rodzin. Rozporządzenie określało: osoby uprawnione do pomocy lekarskiej, zakres i warunki pomocy lekarskiej, leczenie w wojskowych zakładach leczniczych, leczenie pozawojskowe, koszty dojazdu, przejazdu lub przewozu chorych, dostarczanie środków leczniczych, materiałów opatrunkowych oraz środków pomocniczych, a także dowody uprawniające do pomocy lekarskiej[9]

12 lutego
- marszałek Polski Konstanty Rokossowski zatwierdził „Plan przyśpieszonych zamierzeń organizacyjnych na lata 1951-1952”[10]

15 lutego
- dotychczasowy dowódca Wojsk Lotniczych, generał brygady Aleksander Romeyko został skierowany do dyspozycji szefa Departamentu Kadr Armii Radzieckiej

25 lutego
- w Warszawie odbył się I Zlot Przodowników Wyszkolenia Wojsk Lotniczych podczas którego dowódca wojsk lotniczych wyróżnił po raz pierwszy tytułami i wręczył specjalistom lotniczym odznaki „Wzorowy mechanik”, „Wzorowy silnikowy” i „Wzorowy strzelec pokładowy”[11]

## Marzec
14 marca
- weszła w życie ustawa z dnia 26 lutego 1951 o terenowej obronie przeciwlotniczej[12]

19–21 marca
- w Poznaniu odbyła się Spartakiada Wiosenna Wojska Polskiego[5]

20 marca
- dowódca 1 Pułku Lotnictwa Myśliwskiego „Warszawa” wydał rozkaz specjalny w sprawie przejścia w szkoleniu lotniczym z samolotów tłokowych na odrzutowe[3][6].

30 marca
- weszła w życie ustawa z dnia 22 marca 1951 o Akademii Sztabu Generalnego imienia Generała Broni Karola Świerczewskiego[13]
- weszła w życie ustawa z dnia 22 marca 1951 o utworzeniu Akademii Wojskowo-Politycznej[14]
- weszła w życie ustawa z dnia 22 marca 1951 o utworzeniu Wojskowej Akademii Technicznej[15]

## Kwiecień
20 kwietnia
- weszła w życie ustawa z dnia 19 kwietnia 1951 o służbie wojskowej oficerów i generałów Sił Zbrojnych[16];

zostało ustanowionych osiem korpusów osobowych oficerów: dowódców, politycznych, technicznych, służby intendenckiej, służby zdrowia, służby weterynarii, służby sprawiedliwości i służby administracyjnej,
ustanowiony został stopień generała armii,
na stopień marszałka Polski mianował Prezydent Rzeczypospolitej „za wyjątkowe zasługi dla Sił Zbrojnych Polski Ludowej”,
zniesiony został wymóg otrzymania przez oficera w służbie czynnej zezwolenia właściwego przełożonego na zawarcie związku małżeńskiego,
uchylony został art. 165 Kodeksu Karnego Wojska Polskiego w brzmieniu „żołnierz, który zawiera małżeństwo bez wymaganego zezwolenia władzy wojskowej, podlega karze aresztu lub skierowaniu do oddziału karnego”
uchylony został art. 73 prawa o aktach stanu cywilnego
w stosunku do oficerów w służbie bezpieczeństwa publicznego z wyjątkiem oficerów wojsk wewnętrznych przepisy ustawy obowiązywały od dnia 21 lipca 1951
30 kwietnia
- na szczeblu Ministerstwa Obrony Narodowej powołano Komisję Wojskowo-Historyczną[a]

## Maj
1 maja
- w Radomiu powstała Oficerska Szkoła Lotnicza nr 5[6][11]

4 maja
- rozkaz nr 38 wprowadzający do użytku „Tabele należności mundurowych wojska w czasie pokoju”[5][6]

12 maja
- weszła w życie ustawa z dnia 27 kwietnia 1951 o zakwaterowaniu Sił Zbrojnych[19]

17 maja
- rozkazem MON z 17 maja Gubin został przeznaczony na miejsce formowania 19 Dywizji Zmechanizowanej[20]
- rozpoczęto formowanie 23 pułku czołgów w Słubicach

## Czerwiec
7 czerwca
- wprowadzono "Regulamin Wojsk Pancernych i Zmechanizowanych" cz. I — wóz bojowy, pluton, kompania[21]

16 czerwca
- ukazał się rozkaz Ministra Obrony Narodowej nr 31 w sprawie subskrypcji Narodowej Pożyczki Rozwoju Sił Zbrojnych[5]
- ukazało się zarządzenie  Ministra Obrony Narodowej nr 30 w sprawie wynalazków, udoskonaleń technicznych i usprawnień dotyczących obrony państwa[5]
- wprowadzono „Regulaminu służby na okrętach RP” cz. I i II[21]

18 czerwca
- weszła w życie ustawa z dnia 26 maja 1951 o medalu „Siły Zbrojne w Służbie Ojczyzny”[22]

## Lipiec

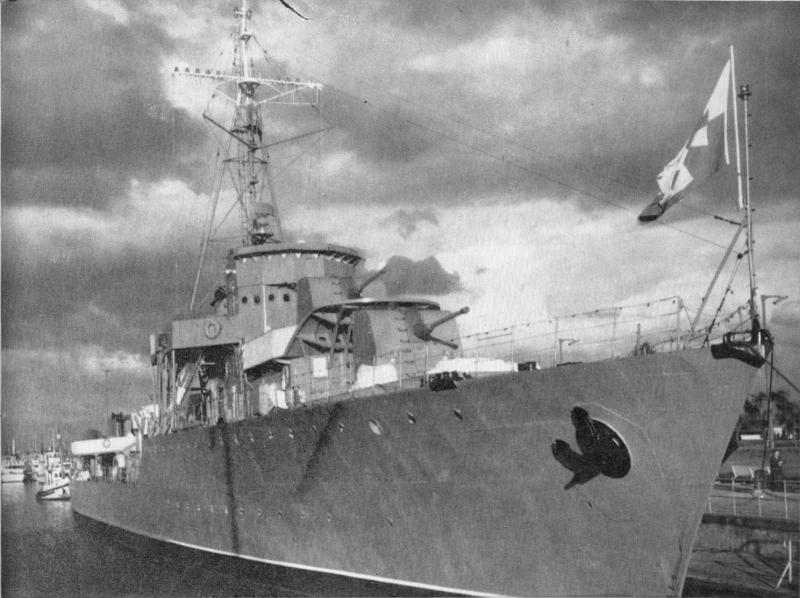
ORP Burza

- w połowie miesiąca holownik Polskiego Ratownictwa Okrętowego „Swarożyc” przyholował z Wielkiej Brytanii do Gdyni niszczyciel ORP „Burza”.
- odbył się przegląd wojskowych amatorskich zespołów artystycznych.

5 lipca

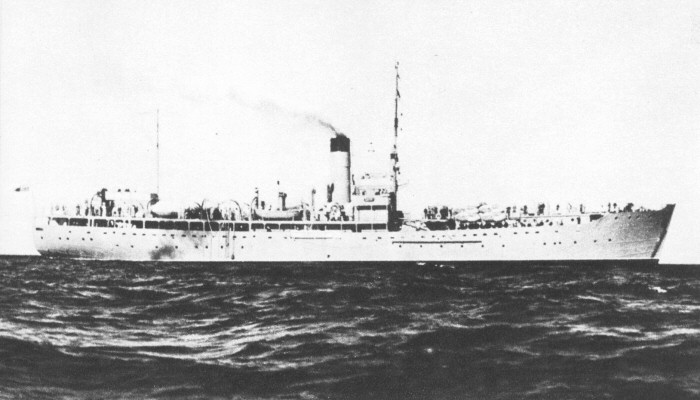
ORP "Zetempowiec"

- minister obrony narodowej rozkazem nr 39 wprowadził do użytku w wojsku Instrukcję wojskową terenowej obrony przeciwlotniczej[23]

10 lipca
- do służby wcielono okręt szkolny ORP „Zetempowiec”[23]

12 lipca
- Minister Obrony Narodowej wydał rozkaz Nr 061/Org. w sprawie przemianowania Dowództwa Obrony Przeciwlotniczej na Dowództwo Wojsk Obrony Przeciwlotniczej Obszaru Kraju[24][25]
- podporucznik Józef Zapędzki, późniejszy dwukrotny mistrz olimpijski w strzelaniu z pistoletu szybkostrzelnego, rozpoczął pełnić zawodową służbę wojskową w 73 pułku zmechanizowanym w Gubinie[20]

19 lipca
- na lotnisku Babice wylądowało pierwszych pięć samolotów odrzutowych MiG-15[3]

22 lipca
- w Warszawie, w czasie defilady lotniczej, po raz pierwszy publicznie zaprezentowano samoloty odrzutowe Jak-23[26]

24 lipca
- weszły w życie dekrety Rady Ministrów z dnia 18 lipca 1951 o nazwie Akademii Wojskowo-Politycznej i o nazwie Wojskowej Akademii Technicznej na mocy, których uczelnie otrzymały nazwy „Akademia Wojskowo-Polityczna imienia Feliksa Dzierżyńskiego” i „Wojskowa Akademia Techniczna imienia Jarosława Dąbrowskiego”[27][28]

31 lipca
- Oficerska Szkoła Broni Pancernej w Poznaniu została przeformowana w Oficerską Szkołę Wojsk Pancernych i Zmechanizowanych[23]

31 lipca
- przed Najwyższym Sądem Wojskowym w Warszawie rozpoczął się proces „TUN”[29]

## Sierpień
17 sierpnia

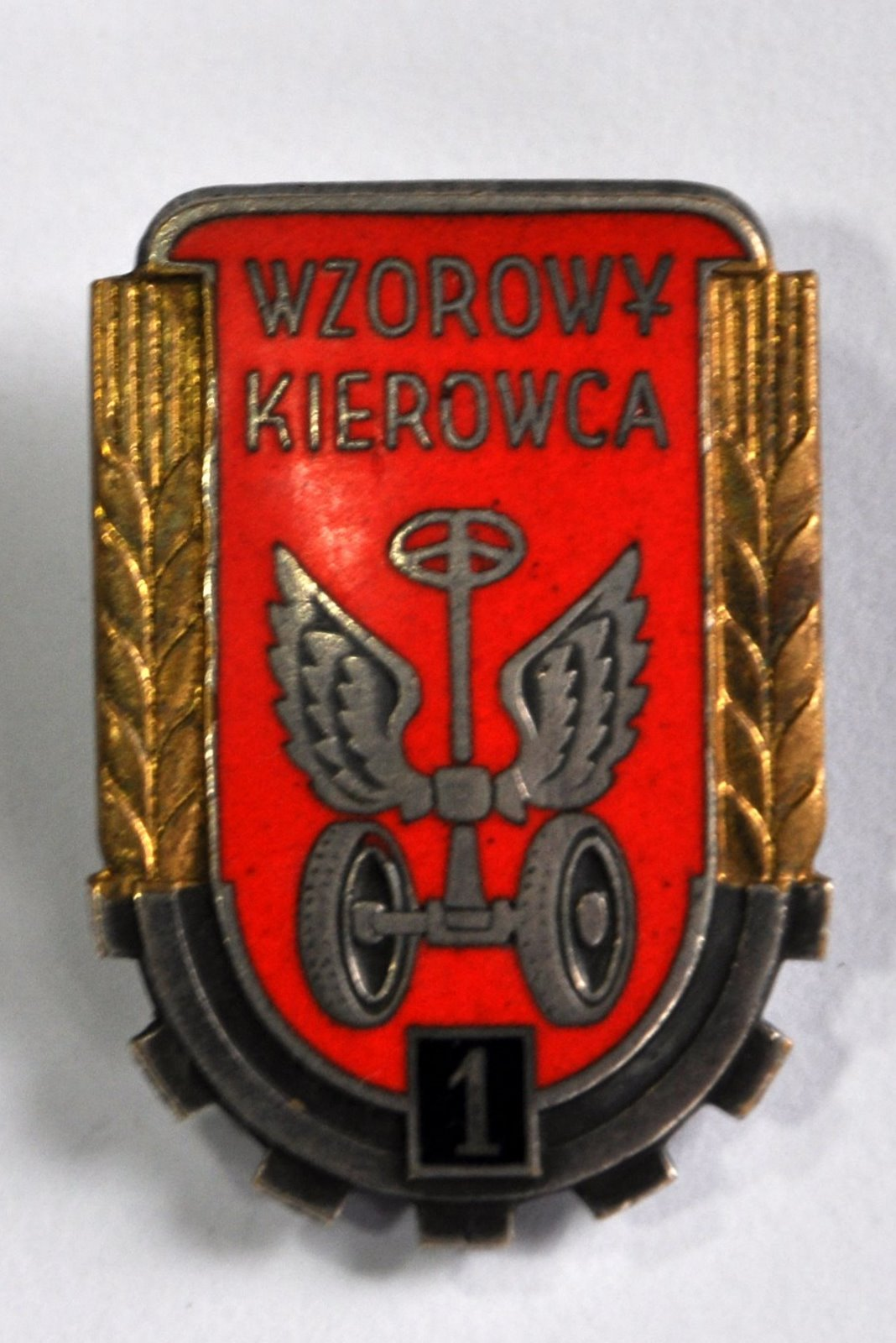
„Wzorowy Kierowca”

- rozkazem Ministra Obrony Narodowej nr 41 wprowadzono odznaki dla wyróżniających się podoficerów i szeregowych WP[21]. Rozkaz wprowadził następujące odznaki: „Wzorowy Cekaemista”, „Wzorowy Moździerzysta”, „Wzorowy Zwiadowca”, „Wzorowy Artylerzysta”, „Wzorowy Łącznościowiec”, „Wzorowy Saper”, „Wzorowy Pontonier”, „Wzorowy Czołgista”, „Wzorowy Silnikowy”, „Wzorowy Mechanik”, „Wzorowy Mechanik Silnikowy”, „Wzorowy Strzelec Pokładowy”, „Wzorowy Marynarz”, „Wzorowy Kucharz”, „Wzorowy Piekarz”, „Wzorowy Kierowca”, „Wzorowy Sanitariusz”[b][23][6]

13 sierpnia
- zakończył się proces „TUN”; wyrokiem Najwyższego Sądu Wojskowego skazani zostali:

generałowie Stefan Mossor, Franciszek Herman, Jerzy Kirchmayer i Stanisław Tatar na karę dożywotniego więzienia
pułkownicy Marian Jurecki, Stanisław Nowicki i Marian Utnik na karę 15 lat pozbawienia wolności,
major Władysław Roman i komandor podporucznik Szczepan Wacek na karę 12 lat pozbawienia wolności
23 sierpnia
- przedłużono okres odbywania zasadniczej służby wojskowej do trzech lat

## Wrzesień
1 września
- niszczycielowi „Błyskawica” nadano miano „Przodującego Okrętu Marynarki Wojennej”[23]

6 września
- wydano dekret o szczególnych uprawnieniach i ulgach dla kadry i ich rodzin[21]

## Październik
1 października
- z Oficerskiej Szkoły Wojsk Pancernych i Zmechanizowanych w Poznaniu wyodrębniono Techniczną Oficerską Szkołę Wojsk Pancernych[23]

27 października
- wszedł w życie dekret Rady Ministrów z dnia 22 października 1951 o dowodach osobistych[30] → Dowód osobisty w Polsce

przepisy dekretu nakładające obowiązek posiadania dowodu osobistego przez każdego obywatela polskiego zamieszkałego w kraju nie miały zastosowania do żołnierzy w czynnej służbie wojskowej; jedynym dokumentem tożsamości żołnierza w czynnej służbie wojskowej była legitymacja lub zaświadczenie wydane przez władze wojskowe
dowody osobiste i tymczasowe zaświadczenia tożsamości podlegały złożeniu u właściwych władz w przypadkach: powołania do czynnej służby wojskowej - na czas jej trwania oraz wyjazdu za granicę - na czas pobytu za granicą
oficerowie w służbie czynnej otrzymali dowody osobiste po dniu 22 kwietnia 1959, kiedy to weszła w życie ustawa z dnia 30 stycznia 1959 o powszechnym obowiązku wojskowym

## Listopad
1 listopada
- rozformowano szkolne kompanie oficerów rezerwy (SKOR)[21]

## Grudzień
1 grudnia
- Prezydium Rządu podjęło uchwałę nr 811 w sprawie utworzenia wojskowych komend wojewódzkich[23]

5 grudnia
- zainaugurowano rok akademicki w Akademii Wojskowo-Politycznej im. Feliksa Dzierżyńskiego. W uroczystości m.in. udział wzięli: Prezydent Rzeczypospolitej Polski Bolesław Bierut, minister obrony narodowej marszałek Polski Konstanty Rokossowski oraz członkowie Rady Państwa, członkowie Biura Politycznego KC PZPR, członkowie Rządu, przedstawiciele władz naczelnych stronnictw politycznych, generalicja, rektorzy wyższych[23]

11 grudnia
- na podstawie rozkazu ministra obrony narodowej nr 0096/Org. rozpoczęto formowanie 12 DLSz (50 plsz, 51 plsz) samodzielnych eskadr: 10 elł, 11 elł, 12 lekoa

17 grudnia
- zarządzeniem Nr 76/MON powołano wojskowe komendy wojewódzkie (WKW): Warszawa, Lublin, Olsztyn, Bydgoszcz, Szczecin, Wrocław, Poznań, Łódź, Katowice, Kraków, Rzeszów[23]

18 grudnia
- otworzono Wojskową Akademię Techniczną. Na uroczystość otwarcia przybyli m.in.: marszałek sejmu Władysław Kowalski, premier Józef Cyrankiewicz, minister obrony narodowej marszałek Polski Konstanty Rokossowski, szef Sztabu Generalnego Wojska Polskiego gen. broni Władysław Korczyc oraz przedstawiciele świata nauki[23][32]

31 grudnia
- szef Sztabu Generalnego WP wydał zarządzenie w sprawie wprowadzenia i utrzymania zapasów nienaruszalnych w siłach zbrojnych[21]